# Estienne Noel
Estienne Noel ou Étienne Noël (29 de setembro de 1581 - 16 de outubro de 1659) foi um padre jesuíta e filósofo natural. Ele foi professor de René Descartes e é mais conhecido por discordar de Blaise Pascal sobre a ideia do vácuo.

## Vida
Noël nasceu em Bassigny e ingressou na Companhia de Jesus em Verdun em 1599. Tornou-se professor em Rouen em 1605 e em 1606 no colégio de La Flèche. René Descartes foi um estudante aqui de 1607 a 1614 e Noël ensinou filosofia aqui. Em 1646 tornou-se reitor do College de Clermont em Paris. Enquanto aqui ele publicou Aphorismi physici (1646) e Sol flamma (1646) e enviou cópias para Descartes. Ele era um seguidor da física aristotélica. Em 1646 Pascal realizou experimentos junto com Evangelista Torricelli e publicou Expériences nouvelles touchant le vice (1647), em que ele considerou do que era feita a região acima da coluna de mercúrio. Pascal sugeriu que era um vácuo, ao qual Noël se opôs usando o conceito aristotélico e sugeriu que era preenchido com uma parte do ar que poderia passar pelos poros do vidro. Descartes também sugeriu que existia alguma outra forma de matéria. Noël publicou Le Plein du Vuide em resposta em 1648. Pascal respondeu a isso inicialmente em uma carta para Jacques Le Pailleur e depois diretamente para Noël. Pascal observou que não bastava que uma hipótese fosse verdadeira com base em suas consequências, mas também pelo fato de levar a contradições. O debate foi seguido pelo experimento Puy de Dôme em 19 de setembro de 1648.

## Publicações
Seus escritos incluíam:
- Aphorismi physici, seu Physicæ peripateticæ principia breviter ac dilucide proposita, La Flèche, 1646.
- Sol flamma, sive Tractatus de sole, ut flamma est, ejusque pabulo, Paris, 1647.
- Le Plein du Vuide, ou le corps dont le vuide apparent des expériences nouvelles est rempli trouvé par d'autres expériences, confirmé par les mesmes et démonstré par raisons physiques, Paris, 1648.
- Physica vetus et nova, Paris, 1648.
- Interpres naturæ sive Arcana physica septem libris comprehensa, La Flèche, 1653.
- Examen logicarum, La Flèche, 1658.